# Chippiparai
Chippiparai är en hundras från Indien. Den är en jagande vinthund med ursprung i distrikten Thanjavur, Madurai och Tirunelveli i delstaten Tamil Nadu. Dagens chippiparai är resultatet av räddningsarbete sedan rasen närmast varit utdöd. Rasen är nationellt erkänd av den indiska kennelklubben The Kennel Club of India (KCI).